# Anna Blinkova
Anna Vladimirovna Blinkova (en russe : Анна Владимировна Блинкова), née le 10 septembre 1998 à Moscou, Russie, est une joueuse de tennis russe, professionnelle depuis 2016.
À ce jour, elle compte un titre en simple et trois en double dames sur le circuit WTA.

## Carrière
Lors de ses débuts sur le circuit international ITF junior, Anna Blinkova remporte 4 tournois et 27 matchs consécutifs entre décembre 2012 et janvier 2013. Elle réalise son meilleur résultat dans un tournoi du Grand Chelem à Wimbledon en atteignant la finale qu'elle perd contre Sofya Zhuk. Fin novembre, elle s'impose pour la deuxième année consécutive l' Abierto Juvenil Mexicano en double. Enfin, en avril 2016, elle remporte la seconde édition du Masters junior à Chengdu, réunissant les joueuses ayant obtenu les meilleurs résultats au cours de la saison précédente. Elle a connu pour meilleur classement une 3e place.
Anna Blinkova passe professionnelle en 2016 et remporte rapidement un premier tournoi à Stuttgart puis un second en août à Westende. En fin d'année, elle élimine Anastasija Sevastova au premier tour du tournoi de Moscou après avoir sauvé 5 balles de match (4-6, 6-1, 7-610). Début 2017, elle se qualifie pour l'Open d'Australie et écarte Monica Niculescu (6-2, 4-6, 6-4) avant de s'incliner contre Karolína Plíšková (6-0, 6-2). En novembre, elle bat Alizé Cornet à Limoges.
Elle s'illustre début 2018 en atteignant le 3e tour du tournoi de Doha grâce à des victoires sur Elena Vesnina (6-1, 6-3) et Kristina Mladenovic (6-3, 6-3). Caroline Garcia met fin à son parcours (7-63, 7-5). En mars, elle remporte le tournoi de Croissy-Beaubourg sur forfait de l'adversaire, puis en mai celui de Rabat en double avec Raluca Olaru.
En 2019, finaliste sur le 100 000$ de Trnava, elle se qualifie ensuite pour les Internationaux de France et passe le deuxième tour en éliminant en trois sets la Française Caroline Garcia, pourtant tête de série numéro 24 (1-6, 6-4, 6-4). Début septembre, elle remporte en WTA 125 le tournoi de New Haven contre l'Américaine Usue Maitane Arconada. En fin de saison, elle dispute deux demi-finales à Canton et Luxembourg. Elle réalise ensuite deux saisons médiocres avec pour seul résultat un 3e tour à Rome en 2020 et une demi-finale à Bol en 2021. Elle se reprend en 2022 sur le circuit ITF avec trois finales disputées à Andrézieux, Grenoble et Le Havre.
Fin mai 2023, elle dispute la quatrième finale de sa carrière sur le circuit WTA à Strasbourg. Elle renverse pour cela la Française Amandine Hesse (4-6, 6-0, 6-4), puis élimine en deux sets l'Allemande Anna-Lena Friedsam (6-4, 7-6) et les Américaines Emma Navarro (6-4, 6-4) et Lauren Davis (6-2, 6-2). Elle affronte en finale l'ancienne numéro trois mondiale Elina Svitolina mais échoue à ce stade (2-6, 3-6).
Anna Blinkova commence sa saison 2025 par le tournoi de Brisbane en décembre où elle s'incline en 1/16e de finale face à sa compatriote Mirra Andreeva, tête de série n°8. Elle participe ensuite à l'Open d'Australie 2025 où elle est éliminée au second tour par Magdalena Frech (0-6, 6-0, 6-2).  
En janvier et février 2025, elle remonte au classement WTA en passant deux tours au WTA 500 de Linz, en écartant notamment Elina Svitolina, tête de série n°2, et au WTA 250 d'Austin où elle est surclassée en quart de finale par Jessica Pegula, tête de série n°1 et qui remporte le tournoi. Parallèlement, à Austin, elle remporte le tournoi de double en étant associée à Yuan Yue. Blinkova remporte ainsi le troisième titre de sa carrière en double sur le circuit WTA. 
Au WTA 1000 d'Indian Wells, elle est sèchement battue dès le premier tour par McCartney Kessler (1-6,2-6). Cependant, Blinkova se rattrape et bat brillamment Diana Schnaider (tête de série n°13) en 1/32e de finale du WTA 1000 de Miami. Elle est éliminée en 1/16e de finale par la joueuse ukrainienne Marta Kostyuk.  
Au 12 avril 2025, Anna Blinkova est classée 75e joueuse mondiale.  

## Palmarès

### Titre en simple dames
| No | Date       | Nom et lieu du tournoi                    | Catégorie | Dotation  | Surface    | Finaliste       | Score         |          |
| -- | ---------- | ----------------------------------------- | --------- | --------- | ---------- | --------------- | ------------- | -------- |
| 1  | 10-10-2022 | Transylvania Open by Verdino, Cluj-Napoca | WTA 250   | 251 750 $ | Dur (int.) | Jasmine Paolini | 6-2, 3-6, 6-2 | Parcours |

### Finale en simple dames
| No | Date       | Nom et lieu du tournoi                   | Catégorie | Dotation  | Surface      | Vainqueure      | Score    |          |
| -- | ---------- | ---------------------------------------- | --------- | --------- | ------------ | --------------- | -------- | -------- |
| 1  | 21-05-2023 | Internationaux de Strasbourg, Strasbourg | WTA 250   | 259 303 $ | Terre (ext.) | Elina Svitolina | 6-2, 6-3 | Parcours |

### Titres en double dames
| No | Date       | Nom et lieu du tournoi                            | Catégorie | Dotation  | Surface      | Partenaire   | Finalistes                          | Score            |          |
| -- | ---------- | ------------------------------------------------- | --------- | --------- | ------------ | ------------ | ----------------------------------- | ---------------- | -------- |
| 1  | 30-04-2018 | Grand Prix de SAR La Princesse Lalla Meryem Rabat | Intern'l  | 250 000 $ | Terre (ext.) | Raluca Olaru | Georgina García Pérez Fanny Stollár | 6-4, 6-4         | Parcours |
| 2  | 09-09-2024 | Jasmin Open Tunisia Monastir                      | WTA 250   | 267 082 $ | Dur (ext.)   | Mayar Sherif | Alina Korneeva Anastasia Zakharova  | 2-6, 6-1, [10-8] | Parcours |
| 3  | 24-02-2025 | ATX Open Austin                                   | WTA 250   | 275 094 $ | Dur (ext.)   | Yuan Yue     | McCartney Kessler Zhang Shuai       | 3-6, 6-1, [10-4] | Parcours |

### Finales en double dames
| No | Date       | Nom et lieu du tournoi                       | Catégorie | Dotation  | Surface    | Vainqueures                         | Partenaire         | Score             |          |
| -- | ---------- | -------------------------------------------- | --------- | --------- | ---------- | ----------------------------------- | ------------------ | ----------------- | -------- |
| 1  | 28-01-2019 | Toyota Thailand Open presented by E@ Hua Hin | Intern'l  | 226 750 $ | Dur (ext.) | Irina-Camelia Begu Monica Niculescu | Wang Yafan         | 2-6, 6-1, [12-10] | Parcours |
| 2  | 13-02-2021 | Phillip Island Trophy Melbourne              | WTA 250   | 235 238 $ | Dur (ext.) | Ankita Raina Kamilla Rakhimova      | Anastasia Potapova | 2-6, 6-4, [10-7]  | Parcours |
| 3  | 12-09-2022 | Chennai Open Chennai                         | WTA 250   | 251 750 $ | Dur (ext.) | Gabriela Dabrowski Luisa Stefani    | Natela Dzalamidze  | 6-1, 6-2          | Parcours |

### Titre en simple en WTA 125
| No | Date       | Nom et lieu du tournoi              | Catégorie | Dotation  | Surface    | Finaliste             | Score    |          |
| -- | ---------- | ----------------------------------- | --------- | --------- | ---------- | --------------------- | -------- | -------- |
| 1  | 02-09-2019 | Oracle Challenger Series, New Haven | WTA 125   | 150 000 $ | Dur (ext.) | Usue Maitane Arconada | 6-4, 6-2 | Parcours |

### Finales en simple en WTA 125
| No | Date       | Nom et lieu du tournoi            | Catégorie | Dotation  | Surface      | Vainqueure          | Score         |          |
| -- | ---------- | --------------------------------- | --------- | --------- | ------------ | ------------------- | ------------- | -------- |
| 1  | 02-05-2022 | Open 35 de Saint-Malo, Saint-Malo | WTA 125   | 115 000 $ | Terre (ext.) | Beatriz Haddad Maia | 7-63, 6-3     | Parcours |
| 2  | 21-10-2024 | Abierto Tampico, Tampico          | WTA 125   | 115 000 $ | Dur (ext.)   | Marina Stakusic     | 6-4, 2-6, 6-4 | Parcours |

### Titre en double en WTA 125
| No | Date       | Nom et lieu du tournoi             | Catégorie | Dotation  | Surface    | Partenaire          | Finalistes                       | Score            |          |
| -- | ---------- | ---------------------------------- | --------- | --------- | ---------- | ------------------- | -------------------------------- | ---------------- | -------- |
| 1  | 02-09-2019 | Oracle Challenger Series New Haven | WTA 125   | 150 000 $ | Dur (ext.) | Oksana Kalashnikova | Usue Maitane Arconada Jamie Loeb | 6-2, 4-6, [10-4] | Parcours |

## Parcours en Grand Chelem

### En simple dames
| Année | Open d'Australie | Open d'Australie  | Internationaux de France | Internationaux de France | Wimbledon       | Wimbledon         | US Open         | US Open             |
| ----- | ---------------- | ----------------- | ------------------------ | ------------------------ | --------------- | ----------------- | --------------- | ------------------- |
| 2017  | 2e tour (1/32)   | Karolína Plíšková | Q3                       | Markéta Vondroušová      | 1er tour (1/64) | Elena Vesnina     | 1er tour (1/64) | Elena Vesnina       |
| 2018  | 1er tour (1/64)  | Bernarda Pera     | Q2                       | Irina Bara               | 2e tour (1/32)  | Kiki Bertens      | 1er tour (1/64) | Vera Zvonareva      |
| 2019  | 1er tour (1/64)  | Kristýna Plíšková | 3e tour (1/16)           | Madison Keys             | Q3              | Tereza Martincová | 1er tour (1/64) | Naomi Osaka         |
| 2020  | 2e tour (1/32)   | Zarina Diyas      | 1er tour (1/64)          | Astra Sharma             | Annulé          | Annulé            | 1er tour (1/64) | Jennifer Brady      |
| 2021  | 1er tour (1/64)  | Varvara Gracheva  | 1er tour (1/64)          | Hailey Baptiste          | 2e tour (1/32)  | Ashleigh Barty    | 1er tour (1/64) | V. Grammatikopoulou |
| 2022  | Q1               | You Xiaodi        | Q1                       | Linda Nosková            | —               | —                 | Q2              | Chloé Paquet        |
| 2023  | 1er tour (1/64)  | Madison Keys      | 3e tour (1/16)           | Elina Svitolina          | 3e tour (1/16)  | Aryna Sabalenka   | 1er tour (1/64) | Jodie Burrage       |
| 2024  | 3e tour (1/16)   | Jasmine Paolini   | 2e tour (1/32)           | Elina Avanesyan          | 1er tour (1/64) | Caroline Garcia   | 1er tour (1/64) | Emma Navarro        |
| 2025  | 2e tour (1/32)   | Magdalena Fręch   | 1er tour (1/64)          | Donna Vekić              | 1er tour (1/64) | María Sákkari     |                 |                     |

N.B. : à droite du résultat se trouve le nom de l'ultime adversaire.

### En double dames
| 2018 | —                                                                                       | —                                                                                   | 1er tour (1/32) L. Hradecká \|\| style="text-align:left;" \| V. Kužmová M. Rybáriková | 1er tour (1/32) M. Vondroušová \|\| style="text-align:left;" \| E. Makarova V. Zvonareva | —                                                                                    | —                                                                                |
| 2019 | —                                                                                       | —                                                                                   | —                                                                                     | —                                                                                        | 3e tour (1/8) Wang Y. \|\| style="text-align:left;" \| A-L. Grönefeld D. Schuurs     | 1er tour (1/32) Wang Y. \|\| style="text-align:left;" \| E. Mertens A. Sabalenka |
| 2020 | 1er tour (1/32) Wang Y. \|\| style="text-align:left;" \| A. Kontaveit M. Minella        | 1er tour (1/32) C. McHale \|\| style="text-align:left;" \| V. Kudermetova Zhang S.  | Annulé                                                                                | Annulé                                                                                   | 1/2 finale V. Kudermetova \|\| style="text-align:left;" \| L. Siegemund V. Zvonareva |                                                                                  |
| 2021 | 1er tour (1/32) V. Kudermetova \|\| style="text-align:left;" \| B. Pera R. van der Hoek | 1er tour (1/32) H. Watson \|\| style="text-align:left;" \| S. Fichman G. Olmos      | 2e tour (1/16) A.L. Friedsam \|\| style="text-align:left;" \| M. Bouzková L. Hradecká | —                                                                                        | —                                                                                    |                                                                                  |
| 2022 | 1er tour (1/32) A. Sasnovich \|\| style="text-align:left;" \| V. Kudermetova E. Mertens | 1er tour (1/32) A. Sasnovich \|\| style="text-align:left;" \| G. Dabrowski G. Olmos | —                                                                                     | —                                                                                        | —                                                                                    | —                                                                                |
| 2023 | 1er tour (1/32) Zhu L. \|\| style="text-align:left;" \| C. Dolehide A. Kalinskaya       | 1er tour (1/32) V. Gracheva \|\| style="text-align:left;" \| M. Kostyuk E.G. Ruse   | 1er tour (1/32) V. Gracheva \|\| style="text-align:left;" \| Hsieh S.-w. B. Strýcová  | 1er tour (1/32) V. Gracheva \|\| style="text-align:left;" \| L. Chan Yang Z.             |                                                                                      |                                                                                  |
| 2024 | 2e tour (1/16) A. Sasnovich \|\| style="text-align:left;" \| B. Haddad Maia T. Townsend | 2e tour (1/16) A. Rus \|\| style="text-align:left;" \| U. Eikeri I. Neel            | 2e tour (1/16) M. Sherif \|\| style="text-align:left;" \| Forfait                     | 1er tour (1/32) E. Alexandrova \|\| style="text-align:left;" \| C. Corley I. Corley      |                                                                                      |                                                                                  |
| 2025 | 2e tour (1/16) Wu F.-h. \|\| style="text-align:left;" \| A. Muhammad D. Schuurs         | 1er tour (1/32) M. Sherif \|\| style="text-align:left;" \| L. Sun Yuan Y.           | 1er tour (1/32) Yuan Y. \|\| style="text-align:left;" \| N. Melichar L. Samsonova     |                                                                                          |                                                                                      |                                                                                  |

N.B. : le nom de la partenaire se trouve sous le résultat ; les noms des ultimes adversaires se trouvent à droite.

## Parcours en «Premier» et WTA 1000
Les tournois WTA « Premier Mandatory » et « Premier 5 » (entre 2009 et 2020) et WTA 1000 (à partir de 2021) constituent les catégories d'épreuves les plus prestigieuses, après les quatre levées du Grand Chelem. 

De 2009 à 2023, les tournois Premier Mandatory (dits tournois WTA 1000 obligatoires entre 2021 et 2023) regroupent Indian Wells, Miami, Madrid et Pékin, les autres constituant les tournois Premier 5 (tournois WTA 1000 non-obligatoires). À partir de 2024, le nombre de tournois WTA 1000 passe à 10 par saison (fin de l’alternance Doha / Dubaï), ces derniers devenant tous obligatoires et offrant tous 1000 points à la vainqueure (contre 900 points précédemment pour les tournois Premier 5).

### En simple dames
| Année |       |                         |         |                               |                               |                                  |                             |                             |                            |                               |  |        |
| Doha  | Dubaï | Indian Wells            | Miami   | Madrid                        | Rome                          | Canada                           | Cincinnati                  | Pékin                       |                            | Wuhan                         |  |        |
| Doha  | Dubaï | Indian Wells            | Miami   | Madrid                        | Rome                          | Canada                           | Cincinnati                  | Pékin                       | Guadalajara                |                               |  |        |
| Doha  | Dubaï | Indian Wells            | Miami   | Madrid                        | Rome                          | Canada                           | Cincinnati                  | Pékin                       |                            |                               |  |        |
| 2018  |       | 3e tour (1/8) C. Garcia | WTA 500 |                               |                               |                                  |                             |                             |                            |                               |  |        |
| 2019  |       | WTA 500                 |         |                               |                               |                                  |                             |                             |                            | 1er tour (1/32) Y. Putintseva |  |        |
| 2020  |       |                         | WTA 500 | Annulé                        | Annulé                        | Annulé                           | 3e tour (1/8) Ka. Plíšková  | Annulé                      |                            | Annulé                        |  | Annulé |
| 2021  |       | WTA 500                 |         |                               | 1er tour (1/64) B. Krejčíková |                                  |                             |                             |                            | Annulé                        |  | Annulé |
|       |       |                         |         |                               |                               |                                  |                             |                             |                            |                               |  |        |
| 2023  |       | WTA 500                 |         | 2e tour (1/32) V. Kudermetova | 2e tour (1/32) M. Bouzková    | 1er tour (1/64) N. Párrizas Díaz | 1er tour (1/64) A. Kalinina | 2e tour (1/16) D. Kasatkina | 1er tour (1/32) P. Kvitová | 2e tour (1/16) J. Pegula      |  |        |
| 2024  |       |                         |         | 3e tour (1/16) D. Parry       | 1er tour (1/64) Yuan Y.       | 1er tour (1/64) S. Bejlek        | 2e tour (1/32) D. Collins   | 1er tour (1/32) P. Stearns  |                            | 1er tour (1/64) K. Muchová    |  |        |
| 2025  |       |                         |         | 1er tour (1/64) M. Kessler    | 3e tour (1/16) M. Kostyuk     | 2e tour (1/32) A. Sabalenka      | 1er tour (1/64) H. Baptiste | 2e tour (1/32) D. Kasatkina | 1er tour (1/64) K. Birrell |                               |  |        |

Sous le résultat, l’ultime adversaire.
1. 1 2   Les tournois de Doha et Dubaï alternent le statut de tournoi WTA 1000 (ex Premier 5) entre 2009 et 2023 : les trois premières éditions ont lieu à Dubaï, les trois suivantes à Doha, puis Dubaï accueille le tournoi de cette catégorie les années impaires et Dubaï les années paires. De 2011 à 2023, la ville qui n’accueille pas de WTA 1000 organise à la place un tournoi WTA 500 (ex Premier).
2. 1 2 3 4 5 6 7   L’ordre de déroulement des tournois a évolué depuis 2009 : Rome se dispute avant Madrid et Cincinnati avant Montréal/Toronto jusqu’en 2010, tandis que Tokyo (2009-2013)-Wuhan (2014-2019, 2024-)-Guadalajara (2022-2023) ont lieu avant Pékin jusqu’en 2023.
3. 1 2 3 4 5 6 7 8  Du fait de la pandémie de Covid-19, les tournois d’Indian Wells, de Miami, de Madrid, du Canada, de Wuhan et de Pékin sont annulés en 2020. Ces deux derniers le sont également en 2021. Pour des raisons d’organisation, le tournoi de Cincinnati 2020 a exceptionnellement lieu à Flushing Meadows à New York.

## Classements WTA en fin de saison
| Année          | 2015 | 2016 | 2017 | 2018 | 2019 | 2020 | 2021 | 2022 | 2023 | 2024 |
| Rang en simple | 826  | 208  | 136  | 98   | 59   | 60   | 155  | 80   | 54   | 76   |
| Rang en double | 1034 | 534  | 118  | 100  | 56   | 51   | 66   | 138  | 572  | 103  |

Source : (en) Classements de Anna Blinkova sur le site officiel de la Fédération internationale de tennis

## Victoires sur le top 10
Toutes ses victoires sur des joueuses classées dans le top 20 de la WTA lors de la rencontre.
| Légende            |
| Grand Chelem       |
| Jeux olympiques    |
| Masters            |
| Premier / WTA 1000 |
| WTA 500            |
| WTA 250            |
| Fed Cup            |

|   |       |  | Tournoi          | Année | Surface      |  | Adversaire      | Rang | Tour | Score           | Tableau |
| - | ----- |  | ---------------- | ----- | ------------ |  | --------------- | ---- | ---- | --------------- | ------- |
| 1 | no 58 |  | Shenzhen         | 2020  | Dur          |  | Belinda Bencic  | no 8 | 1/16 | 3-6, 6-3, 6-3   | Tableau |
| 2 | no 56 |  | Roland Garros    | 2023  | Terre battue |  | Caroline Garcia | no 5 | 1/32 | 4-6, 6-3, 7-5   | Tableau |
| 3 | no 57 |  | Open d'Australie | 2024  | Dur          |  | Elena Rybakina  | no 3 | 1/32 | 6-4, 4-6, 7-620 | Tableau |
| 4 | no 45 |  | Indian Wells     | 2024  | Dur          |  | Jessica Pegula  | no 5 | 1/32 | 6-2, 3-6, 6-3   | Tableau |
| 5 | no 78 |  | Hong Kong        | 2024  | Dur          |  | Emma Navarro    | no 8 | 1/4  | 6-4, 6-3        | Tableau |